# El Naranjo, Mochitlán
El Naranjo är en ort i Mexiko.   Den ligger i kommunen Mochitlán och delstaten Guerrero, i den södra delen av landet, 220 km söder om huvudstaden Mexico City. El Naranjo ligger 1 461 meter över havet och antalet invånare är 119.
Terrängen runt El Naranjo är huvudsakligen kuperad, men åt nordost är den bergig. Terrängen runt El Naranjo sluttar norrut. Runt El Naranjo är det glesbefolkat, med 15 invånare per kvadratkilometer. Närmaste större samhälle är Tixtla de Guerrero, 14,6 km norr om El Naranjo. I omgivningarna runt El Naranjo växer huvudsakligen savannskog.